# Giacomo Manzoni (músico)
Giacomo Manzoni (Milán, 26 de septiembre de 1932) es un compositor italiano.
Estudió composición a partir de 1948 en Messina con Gino Contilli, y continuó sus estudios de 1950 a 1956 en el Conservatorio de Milán. En 1955 obtuvo un doctorado en lenguas extranjeras de la Universidad Bocconi, en Milán. Fue profesor en el Conservatorio Giovanni Battista Martini de Bolonia.
Compuso la música para la película Malina (1991).